# Олива (посёлок)

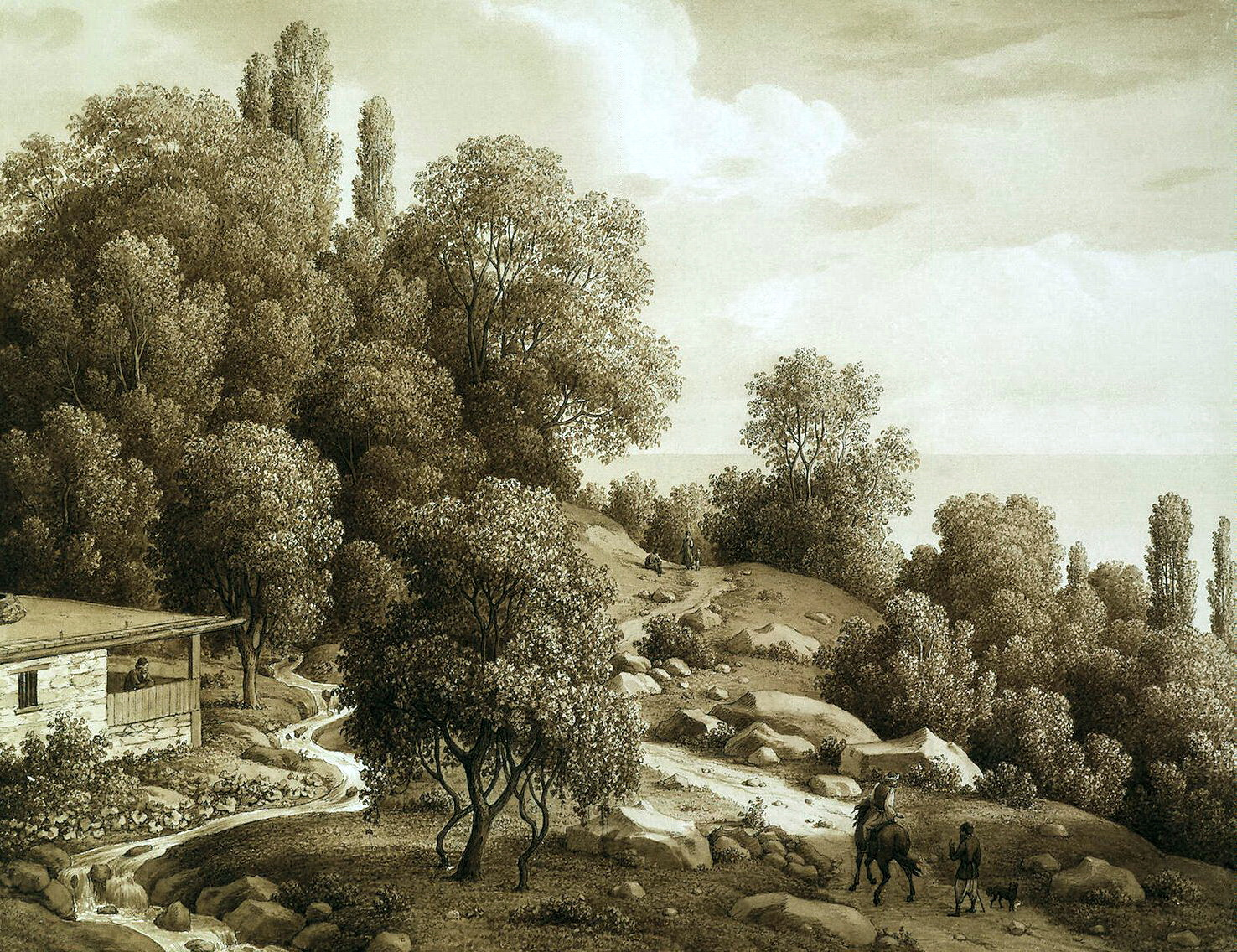
Карл фон Кюгельген. Вид Мухалатки, 1824 год.

Оли́ва (также Ве́рхняя Мухала́тка; укр. Олива, крымскотат. Yuqarı Muhalatka, Юкъары Мухалатка) — посёлок на южном берегу Крыма. Входит в городской округ Ялта Республики Крым (согласно административно-территориальному делению Украины — в Форосский поссовет Ялтинского горсовета Автономной Республики Крым).

## Население
| 2001 | 2009 | 2014 | 2016 |
| ---- | ---- | ---- | ---- |
| 98   | ↗470 | ↘379 | ↘316 |

Всеукраинская перепись 2001 года показала следующее распределение по носителям языка
| Язык       | Процент |
| ---------- | ------- |
| русский    | 77,55   |
| украинский | 18,37   |
| другие     | 4,08    |

## Современное состояние
На 2020 год в Оливе числится 5 улиц; по сведениям поссовета на 2009 год, население 470 человек при площади посёлка 233 гектара; в 2011 году территория посёлка была увеличена до 439 га.

## География
Олива расположена на Южном берегу Крыма, в 23 км на юго-запад от Ялты и в 6 км от Фороса, на склоне Главной гряды Крымских гор, выше автодороги Н-19, высота центра села над уровнем моря 286 м.

## История
Время образования посёлка пока не установлено, но основан он на месте старинного селения Мухалатка, которое, судя по военно-топографическим картам 1890 и 1941 года, находилось на месте современной Оливы. Название происходит от фамилии владельца имения «Лимнеиз», французского дворянина на русской службе, Таврического губернского предводителя дворянства Олива Вильгельма Николаевича (William Simon Seton Olive, 1795—1854). На последней довоенной карте — «двухкилометровке» РККА 1942 года Мухалатка также на месте современного посёлка. У берега моря, ниже деревни, в XIX веке образовался курортный посёлок с таким же названием, в котором в 1909 году купец Василий Александрович Кокорев начал возведение дворца (под руководством архитектора О. Э. Вегенера), который после Октябрьской революции облюбовало советское руководство. Со временем за прибрежной частью закрепилось название Нижняя, а за старой — Верхняя Мухалатка.

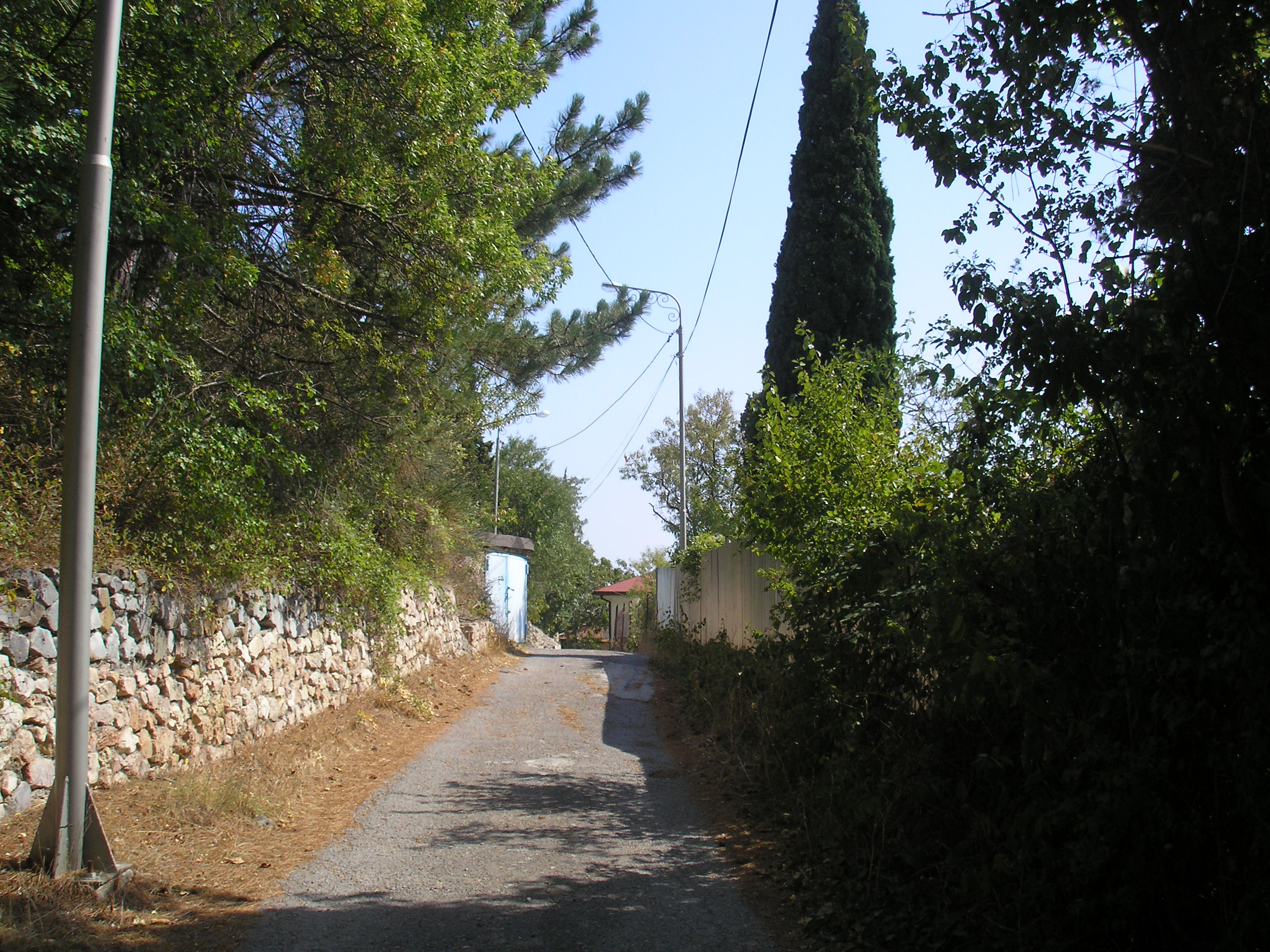
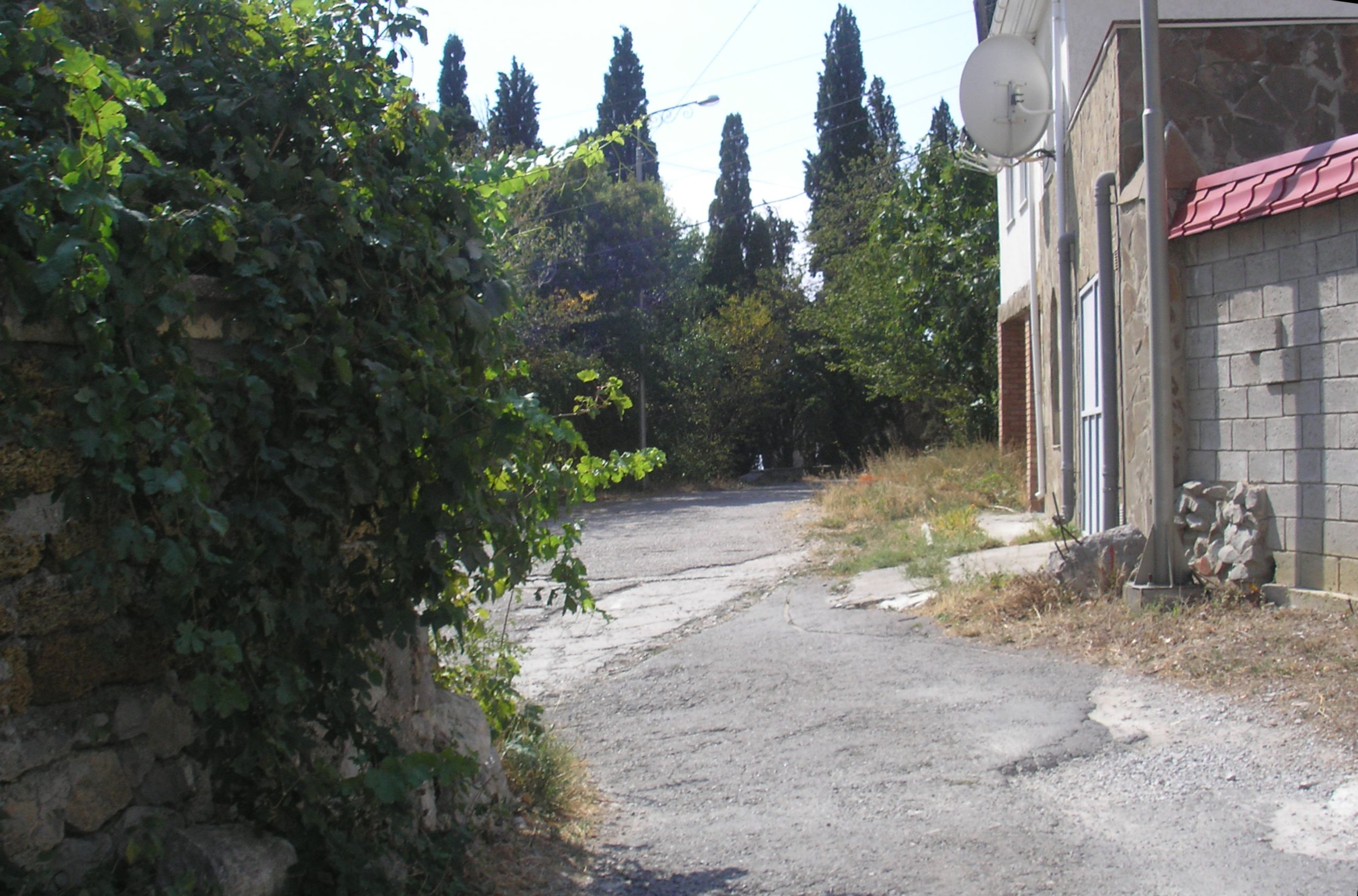
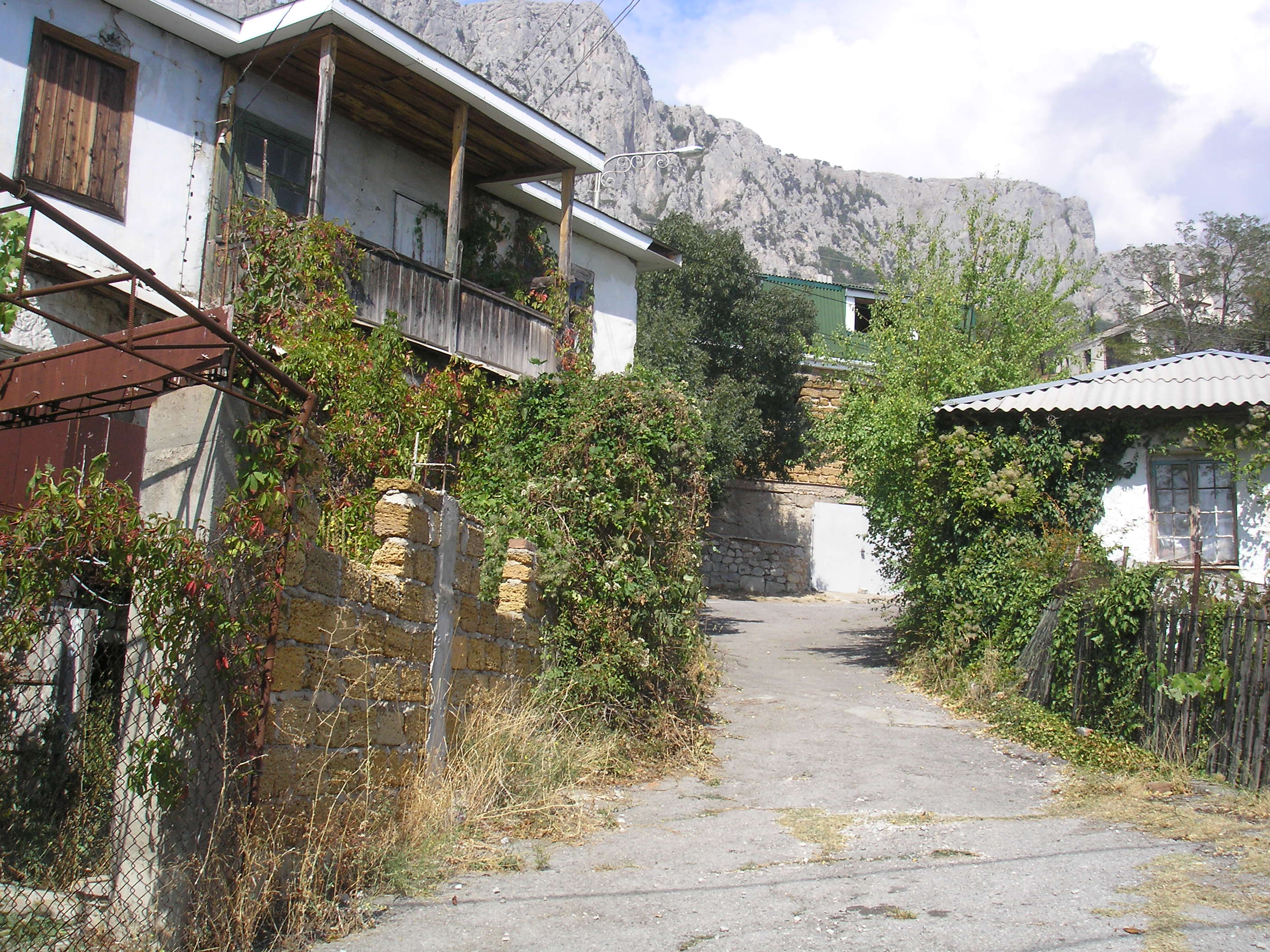
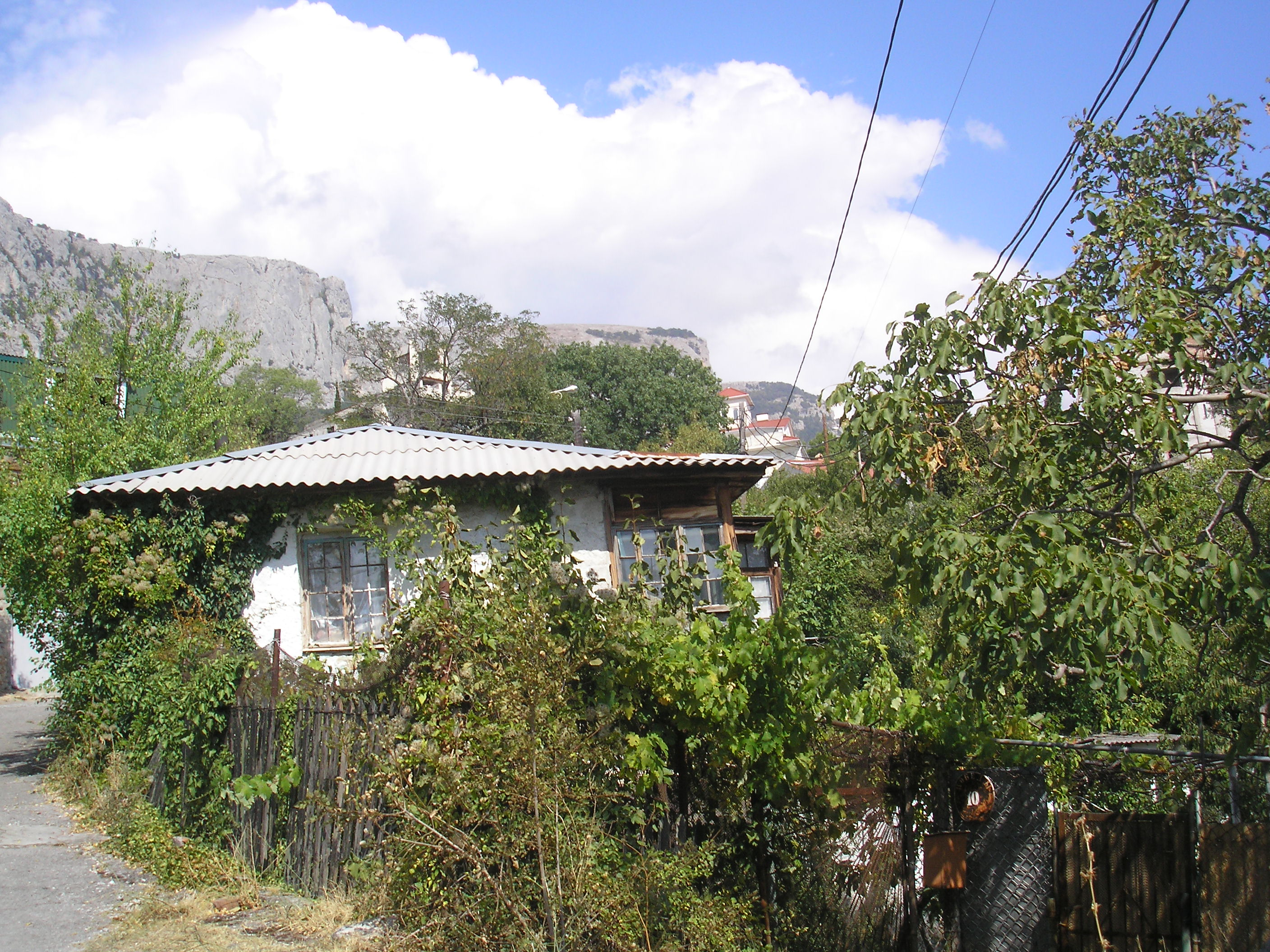

После депортации в 1944 году крымских татар из Верхней Мухалатки, заселённой осталась Нижняя Мухалатка, которую указом Президиума Верховного Совета РСФСР от 18 мая 1948 года как просто Мухалатку и переименовали в Снитовское, а на месте Верхней Мухалатки было создано некое подсобное хозяйство. По состоянию на 1 января 1953 года, в подсобном хозяйстве Мухалатка Южновского сельсовета было 23 хозяйства рабочих и служащих (51 человек). В 1954 году в селении числилось 18 хозяйств и 116 жителей. Впервые в исторических документах Олива, в составе Форосского поссовета, встречается в «Справочнике административно-территориального деления Крымской области на 15 июня 1960 года». По данным переписи 1989 года в селе проживало 483 человека. С 12 февраля 1991 года селение в составе восстановленной Крымской АССР, 26 февраля 1992 года переименованной в Автономную Республику Крым. С 21 марта 2014 года Олива находится в составе Республики Крым России, с 5 июня 2014 года — в Городском округе Ялта.

## Инфраструктура
В Оливе действует Дом-музей Юлиана Семенова «вилла „Штирлиц“», в котором писатель жил с 1983 года до конца жизни, есть поселковый клуб, ФАП.

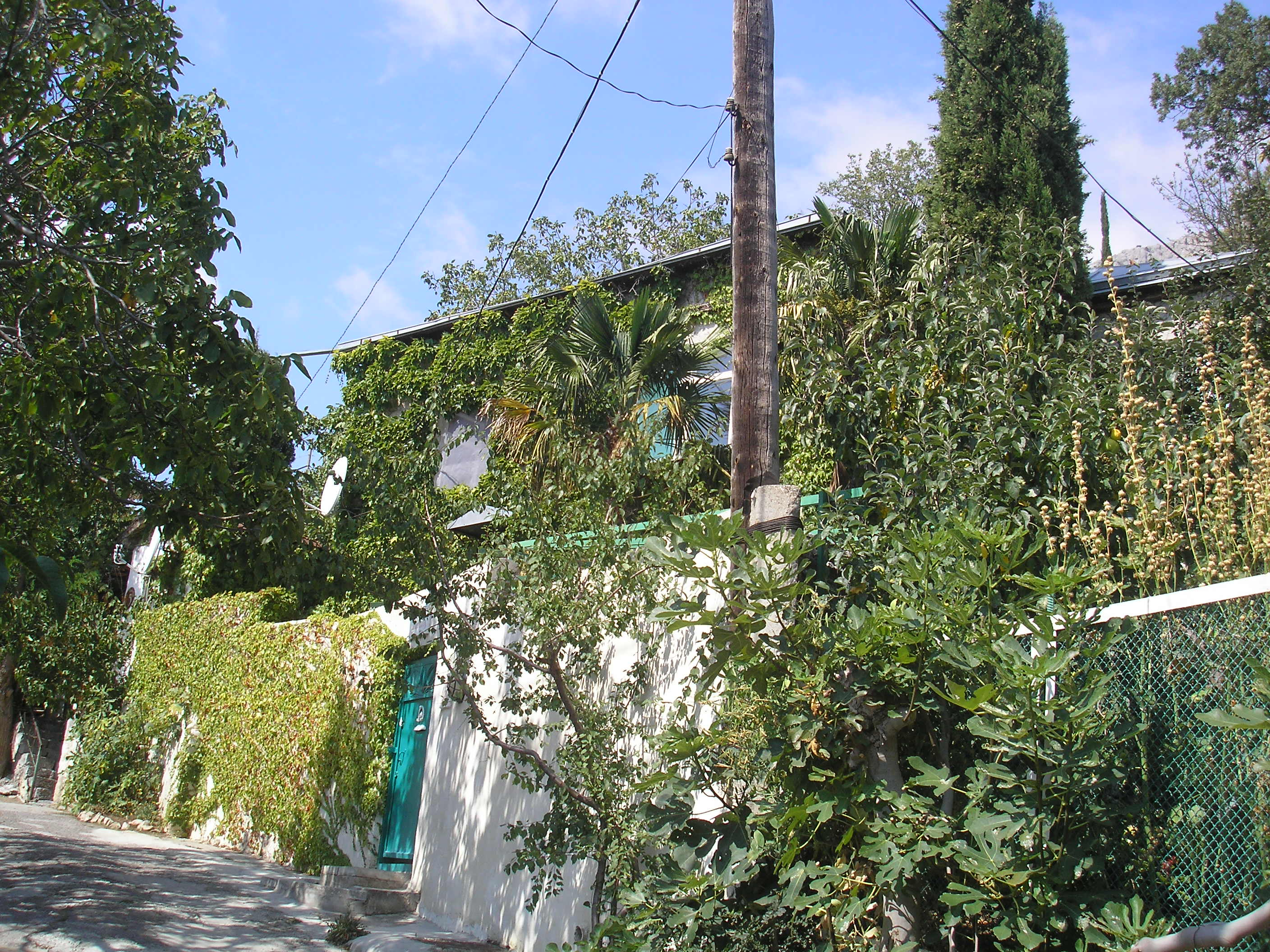
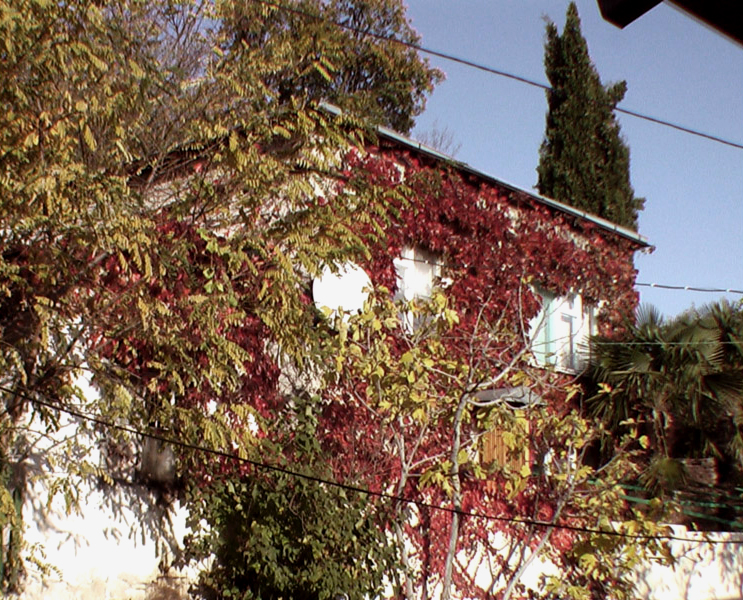
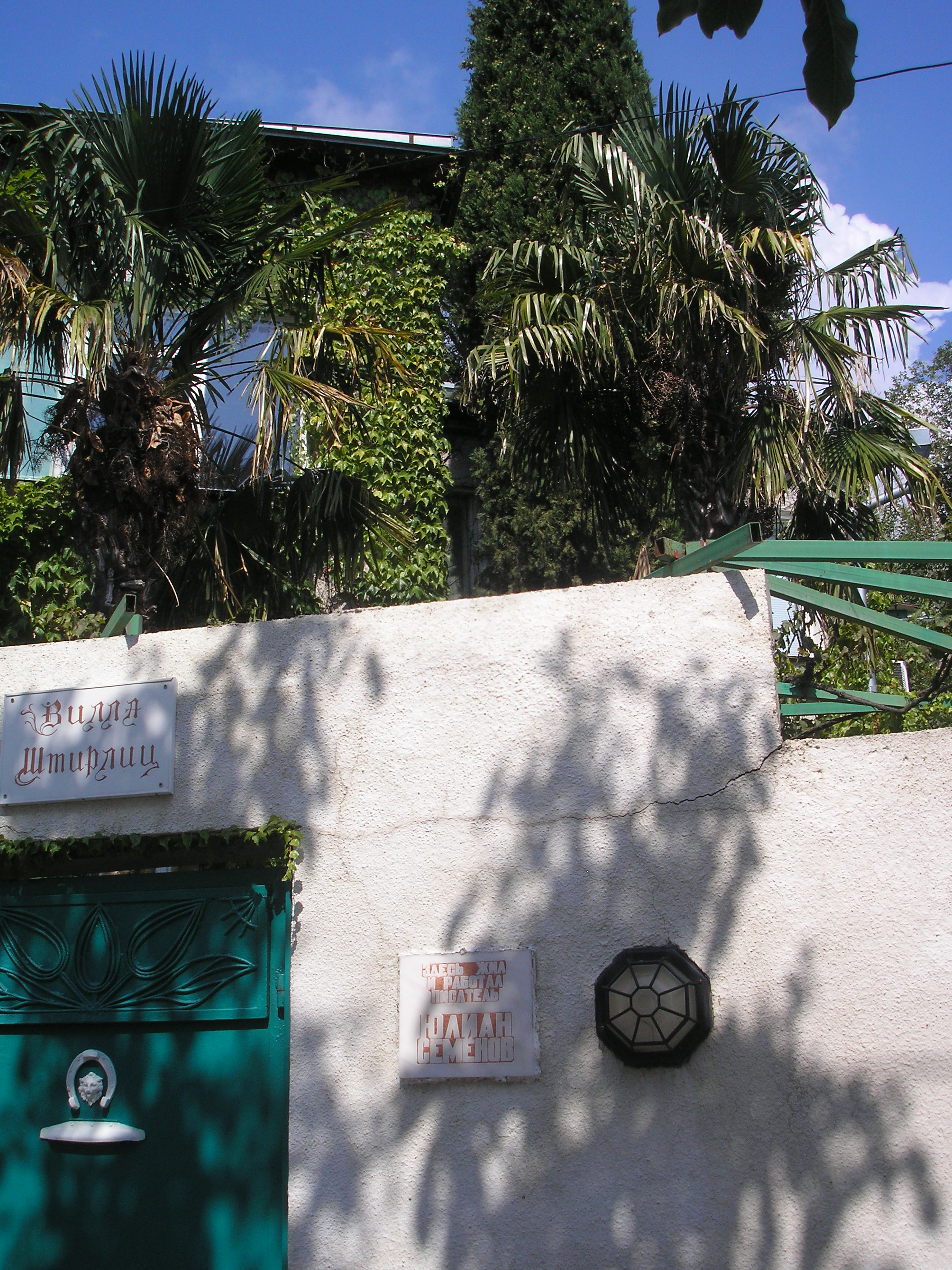